# William Thomas Green Morton
William Thomas Green Morton (Charlton, 9 de agosto de 1819 – Nova Iorque, 15 de julho de 1868) foi um dentista americano responsável pela primeira demonstração pública com sucesso, de uma droga anestésica por inalação. 

## Vida
Morton nasceu em 1819 em Charlton, um vilarejo no Condado de Worcester, Massachusetts. Ele teve uma escolaridade comum na Northfield and Leicest Academies. 
Em 1840, Morton entrou para a primeira escola de dentistas do mundo, a Baltimore College of Dental Surgery. Ele a abandonou sem se graduar. Ao invés disso, em 1842 Morton se tornou pupilo e depois sócio de Horace Wells, o cirurgião dentista de Hartford. Essa parceria não foi de grande sucesso e se dissolveu seis meses depois.
Morton não teve nenhum papel nos acontecimentos do dia 10 de dezembro, quando Horace Wells percebeu os efeitos analgésicos do gás hilariante, mas foi ele quem Wells procurou para contar todas as suas experiências e sucessos com o gás hilariante. Morton entretanto não demonstrou interesse em especial pelo relatado e não se mostrava um profissional com quaisquer interesses científicos.
Entretanto, Morton compareceu à apresentação de Wells no Hospital Geral de Massachusetts e foi influenciado pelo insucesso do antigo mestre. No dia 16 de outubro de 1846 Morton voltou ao hospital e dessa vez mudou para sempre a cirurgia no mundo. Esse dia é o oficialmente aceito como aquele em que se realizou a primeira intervenção cirúrgica com anestesia geral. Morton falou com muita determinação e confiança e apresentou um instrumento, um globo de vidro com duas cânulas que direcionava os vapores à boca do paciente, sendo que dentro havia éter no lugar do antes utilizado protóxido de azoto. O cirurgião presente, o renomado John Collins Warren, extraiu do paciente submetido ao experimento de Morton, um tumor que lhe tomava a glândula submandibular e uma parte da língua. Ao não se ouvir nenhuma manifestação de sofrimento por parte do doente e de outro conseguinte que por dores na medula espinhal foi submetido a ferro em brasa, foi constatado que daquela vez sim havia se descoberto e provado perante inúmeros médicos e demais presentes um meio de anestesiar um ser humano, a ponto de permitir qualquer procedimento cirúrgico, por mais doloroso que fosse. 